# 胡敬辰
胡敬辰（？—？），字直卿，號青莲，浙江绍兴府馀姚县人。明朝政治人物。

## 生平
礼记房，丁酉八月二十一日生。萬曆四十年（1612年）壬子科浙江鄉試第四名舉人，天啓二年（1622年）壬戌科会试三百二十八名，三甲一百二名進士。礼部观政，本年授官临淮县知县，五年调江都县，六年升礼部主客司主事，七年三月被降三级。崇祯六年补礼部儀制司主事，八年升员外郎、郎中。九年升江西右参议，调用。十二年降光禄寺录事，十五年升锦衣卫经历，升礼部儀制司主事。著有《檀雪斋集》。

## 家族
曾祖胡轩，参政。祖胡安。父胡维新，进士、参政。